# 아나톨리 비빌로프

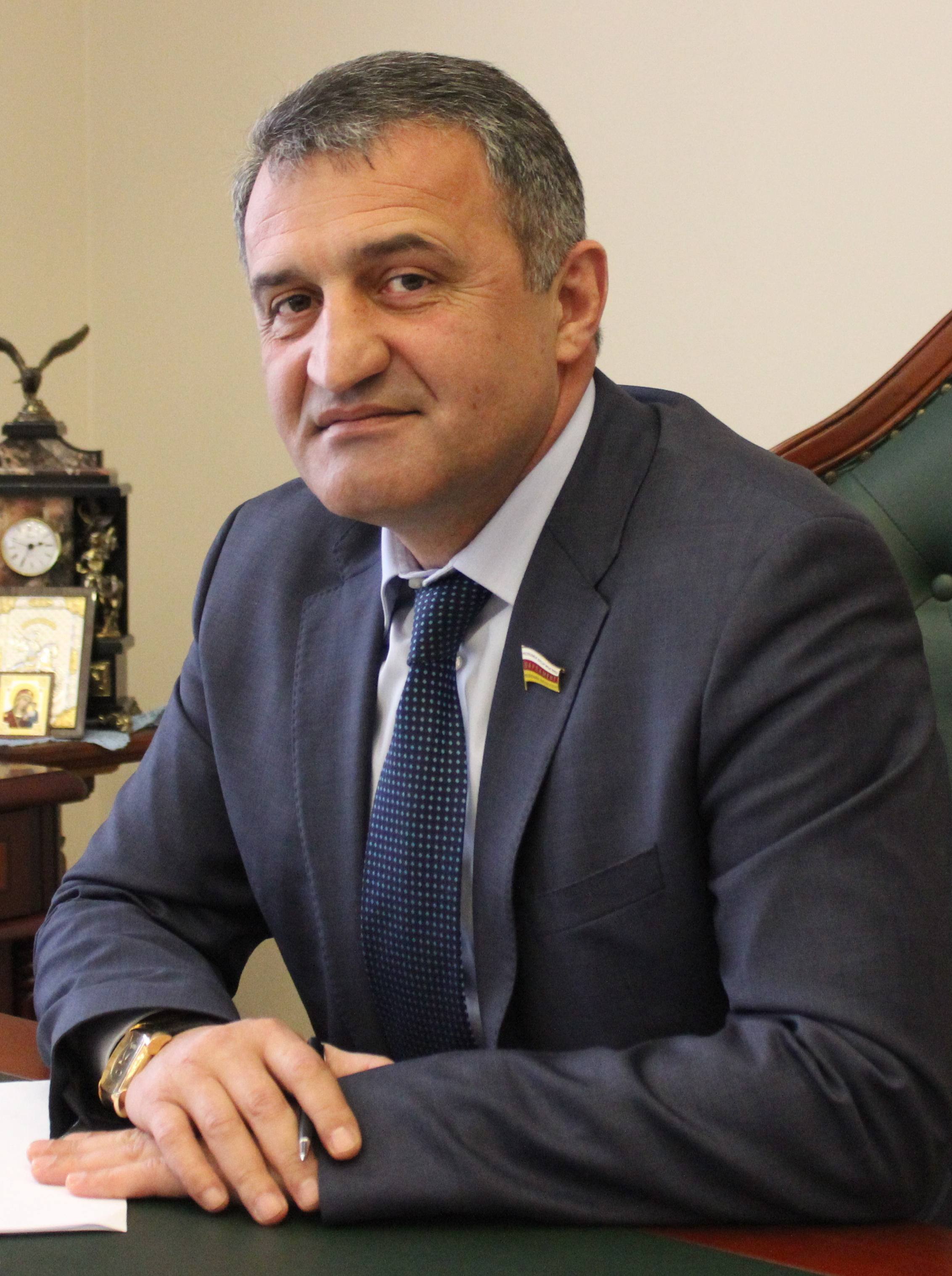
아나톨리 비빌로프 (2012년)

아나톨리 일리치 비빌로프(오세트어: Бибылты Ильяйы фырт Анатолий 비빌티 일랴이 피르트 아나톨리, 러시아어: Анато́лий Ильи́ч Биби́лов, 1970년 1월 13일 ~ )는 남오세티야의 4대 대통령이다. 2017년 4월 21일부터 2022년 5월 24일까지 재직하였다. 그는 슬하 3남 2녀를 두고있다.

## 생애
비빌로프는 소련 그루지야 소비에트 사회주의 공화국의 남오세티야 자치주에서 태어났다.